# Aeroporto de Araraquara
O Aeroporto Estadual de Araraquara / Bartholomeu de Gusmão, está localizado no município de Araraquara no interior do estado de São Paulo.

## História
O Campo de Aviação foi criado na década de 20 do século passado, e ficava na Vila Xavier, e que, em vista do crescimento da cidade, foi transferido para o local atual, às margens da rodovia Antônio Machado Sant'Anna (SP-255), saída da cidade para Ribeirão Preto.
Em 20 de maio de 1935, o Sr Prefeito, Engenheiro Heitor de Souza Pinheiro, inaugurou e denominou o atual como Bartholomeu de Gusmão o Campo de Aviação Municipal.

### Histórico operações no aeroporto
- Em 1987  TAM - (EMB 110 Bandeirante - Cap. 15 pax) - Linha: Araraquara - AQA/SBAQ x Congonhas - CGH/SBSP - operou por 3 meses
- Em 1997  Passaredo - (EMB 120 Brasília - Cap. 30 pax) - Linha: Franca FRC/SIMK x Congonhas - CGH/SBSP - operou por 3 meses
- Em 2002  Pantanal - (ATR 42-320 - Cap. 45 pax) - Linha: Uberaba - UBA/SBUR x Congonhas - CGH/SBSP - operou por 5 anos, de Ago/2002 a Jul/2007
- Em 2013  Azul - (ATR 72-600 - Cap. 70 pax) - Linha: Araraquara - AQA/SBAQ x Campinas/Viracopos - VCP/SBKP - operou por 1 ano, de Dez/2013 a Dez/2014
- Em 2020  Azul - (ATR 72-600 - Cap. 70 pax) - Linha: Araraquara - AQA/SBAQ x Campinas/Viracopos - VCP/SBKP - operou por 3 meses, de Jan/2020 a Mar/2020[4]
- Em 2024  Azul - (ATR 72-600 - Cap. 70 pax) e após 3 dias mudou para (Cessna Grand Caravan) - Cap. 9 pax)[5] - Linha: Araraquara - AQA/SBAQ x Campinas/Viracopos - VCP/SBKP - operará a partir de Out/2024[6]

## Aeroporto Estadual deAraraquara/ Bartholomeu de Gusmão
SBAQ/AQA

### Características
Latitude: 21º 48’ 16’’ S - Longitude: 48º 08’ 25’’ W 

Indicação ICAO: SBAQ - Horário de funcionamento: H24O/R	

Código de pista: 2 - Tipo de operação: IFR não precisão 

Altitude: 711 (metros) / 2.334 (pés) - Área patrimonial: 182,30 (ha) 

Temperatura média: 29,4 °C - Categoria contra incêndio disponível: 2 

Distância da capital (quilômetros) : Aérea: 253 km - Rodoviária: 277 km 

Distância do centro da cidade: 6 km

### Pista
Designação da cabeceira: 17 - 35 - Cabeceira predominante: 17 

Declividade máxima: 1,39% - Declividade efetiva: 1,07% 

Tipo de piso: asfalto - Resistência do piso (PCN): 40/F/A/X/T 

Dimensões (m): 1.800 x 29 

Dimensão da pista de rolamento (taxyway) ao pátio de manutenção PRC (m): 395 x 23 

Dimensão da pista de rolamento (taxyway) à cabeceira 17 ao pátio PRA (m): 160 x 23 

Tipo de piso: asfalto 

Distância da cabeceira mais próxima: 160 (metros)

### Pátio
Dimensões: 130 x 116,5 (metros) 
 
Capacidade de aviões: 3 Airbus A320 ou 3 Boeing 737-800 ou 3 ATR 72-600 ( lado à lado ) + duas posições remotas na taxyway. 

Distância da borda ao eixo da pista (m): 107,83 

Tipo de piso: asfalto

### Abastecimento
Abastecimento:BR Aviation: AVGAS + JET A1 - Tel. do Abastecimento: ( 15 )99871-7129

### Instalações
Instalações do TPS ( Terminal de passageiros ): 1770 (m²), totalmente climatizado, com balcão para check-ins, com várias posições, equipamentos de Raio-X para bagagem despachada e bagagem de mão, esteira para reposição de bagagem, área de alimentação.

Estacionamento de veículos - nº de vagas: 250 - Tipo de piso: asfalto 

Hangares: 7 - Cabine de força (KF) - KC / KT

### Auxílios operacionais
Sinais de Eixo de Pista – Biruta Iluminada – Luzes de Pista 

Sinais de Cabeceira de Pista – Sinais Indicadores de Pista 

Sinais de Guia de Táxi – Luzes de Táxi – Luzes de Cabeceira 

Luzes de Obstáculos – Iluminação de Pátio – Farol Rotativo 

EPTA / AFIS ( Estação Meteorológica ) – Sala AIS - Operante das 11hrs às 15hrs. ( horário zulu ) =  das 08hrs. às 12 hrs. ( horário local ) - Demais horários, verificar NOTAM, ou entrar em contato previamente, com no mínimo 24 hrs, pelo telefone geral do aeroporto. 

Freq. do Rádio: 125.925 (MHz) – Circuito de Tráfego Aéreo: Padrão 

Desde o dia 21/06/2018 está em vigor o novo procedimento RNAV (GNSS - Sistema Mundial de Navegação por Satélite) para as RWY (pistas) 17 e 35.
Tipo de operação: IFR não precisão ( RNAV/RNP ).
Telefone geral do aeroporto: (16) 3190-0593

### Outros
Aeroclube de Araraquara 

Seção Contra Incêndio - SCI  - Conta com 1 caminhão Scânia.

Bombeiro de Aeródromo - Possui 

Companhia aérea: Não tem

## Movimento aéreo

### Movimento relativo ao período correspondente (Fonte: Daesp)

#### Ano 2013
Movimento de passageiros
- Total no ano (regular+não regular): 25.048

Movimento de aeronaves
- Total no ano (regular+não regular+toque/arremetida): 16.804

#### Ano 2014
Movimento de passageiros
- Total no ano (regular+não regular): 56.240

Movimento de aeronaves
- Total no ano (regular+não regular+toque/arremetida): 9.755

#### Ano 2015
Movimento de passageiros
- Total no ano (regular+não regular): 6.368

Movimento de aeronaves
- Total no ano (regular+não regular+toque/arremetida): .

#### Ano 2016
Movimento de passageiros
- Total no ano (regular+não regular):

Movimento de aeronaves
- Total no ano (regular+não regular+toque/arremetida):

#### Ano 2017[9]
Movimento de passageiros
- Total no ano (regular+não regular):

Movimento de aeronaves
- Total no ano (regular+não regular+toque/arremetida):

#### Ano 2018[9]
Movimento de passageiros
- Total no ano (regular+não regular): 4.352

Movimento de aeronaves
- Total no ano (regular+não regular+toque/arremetida): 4.739